# Fresco de los antílopes
El Fresco de los antílopes es un mural que adornaba la pared oeste de la habitación B1 del edificio B del asentamiento prehistórico de Acrotiri, en la isla de Santorini (antigua Théra). Data aproximadamente del siglo XVI a. C. y se conserva en el Museo Arqueológico Nacional de Atenas.

## Historia
Los frescos provienen del yacimiento minoico de Acrotiri (en griego: Ακρωτήρι, pronunciado en griego: [akroˈtiri]) en la volcánica isla griega de Santorini (Thera o Tera).
El asentamiento fue destruido durante una violenta erupción volcánica conocida como erupción minoica, que tuvo lugar en algún momento del siglo XVI a. C. La erupción volcánica causó un cambio climático en la zona del Mediterráneo oriental y posiblemente en todo el planeta. Con un volumen de roca equivalente a 60 km³, fue una de las mayores erupciones volcánicas sobre la tierra en los últimos miles de años. El adjetivo «minoica» se refiere a la civilización minoica, que dominaba esa parte del Mediterráneo desde la isla de Creta en el momento de la erupción. Para algunos autores la explosión prehistórica de Tera-Santorini pudo dar origen a mitos como el de la Atlántida. Algunos autores la señalan como la causa de las plagas de Egipto relatadas en la Biblia.
Una gruesa capa de piedra pómez y ceniza del volcán cubrió la isla y conservó gran parte de la antigua civilización durante miles de años. Como resultado, varias piezas de arte minoico, principalmente los frescos, se conservaron como fragmentos en los escombros y los arqueólogos los han vuelto a montar. Estos frescos proporcionan a la sociedad moderna una visión invaluable de la vida cotidiana de aquella época. Las excavaciones arqueológicas más importantes en el yacimiento de Acrotiri se iniciaron en 1967 bajo la dirección de Spyridon Marinatos.

## Descripción
El fresco mide 2,75 metros de alto y 2 metros de ancho. La habitación donde se encontró estaba decorada con un total de 6 antílopes: además de los dos que forman parte del Fresco de los Antílopes había otros dos en el muro este y dos más en el norte (uno a cada lado de la ventana), mientras que en la pared sur se encontraba el llamado Fresco de los boxeadores. 
Los antílopes pintados han sido identificados como pertenecientes a la especie Oryx beisa y sólo están representados por su contorno, con líneas negras fuertes, a veces más gruesas, a veces más delgadas y a veces también duplicadas. En las cabezas de los animales se usó también el color rojo para mostrar sus detalles. La precisión de su dibujo sugiere que estos animales debían vivir en la isla antes de la erupción minoica. El fondo es blanco y rojo, probablemente representando la tierra y el cielo. En la parte superior de la pared había un área decorativa blanca con una rama de hiedra roja y hojas de hiedra en azul y verde. Un cinturón negro recorría la parte inferior de la pared.